# Schriften des Vereins für Naturkunde an der Unterweser
Schriften des Vereins für Naturkunde an der Unterweser (abreviado Schriften Vereins Naturk. Unterweser) fue una revista con ilustraciones y descripciones botánicas que fue editada desde 1929 hasta 1934, publicándose los números 4 al 7. Fue precedida por Aus der Heimat - Für die Heimat.